# Walerian Dowgalewski
Walerian Sawieljewicz Dowgalewski (ros. Валериа́н Саве́льевич Довгале́вский, ur. 23 września 1885 na Ukrainie, zm. 14 lipca 1934 w Moskwie) – radziecki polityk, dyplomata, ludowy komisarz poczt i telegrafów RFSRR (1921-1923).

## Życiorys
Od 1904 związany z ruchem rewolucyjnym, 1906 aresztowany, 1907 skazany na wieczne zesłanie, od 1908 członek SDPRR, bolszewik. W 1908 zbiegł za granicę, 1908-1910 sekretarz grupy bolszewickiej w Liège, od 1915 członek Francuskiej Partii Socjalistycznej, w lipcu 1917 wrócił do Rosji, służył w rosyjskiej armii, a 1918-1919 w Armii Czerwonej. W 1919 pracownik Ludowego Komisariatu Komunikacji Drogowej RFSRR, 1920 członek Komisji Rady Pracy i Obrony RFSRR ds. Odbudowy Dróg Syberii i Uralu, inspektor łączności i komisarz okręgowego zarządu inżynieryjnego w Kijowie. Od 26 maja 1921 do 6 lipca 1923 ludowy komisarz poczt i telegrafów RFSRR, później dyrektor Moskiewskiego Instytutu Cywilnych Inżynierów, 1923-1924 zastępca ludowego komisarza poczt i telegrafów ZSRR, od 7 października 1924 do 5 lutego 1927 ambasador ZSRR w Szwecji. Od 5 marca do 21 października 1927 ambasador ZSRR w Japonii, od 21 października 1927 do śmierci ambasador ZSRR we Francji.
Urnę z prochami złożono na Cmentarzu przy Murze Kremlowskim.